# Université de Jyväskylä

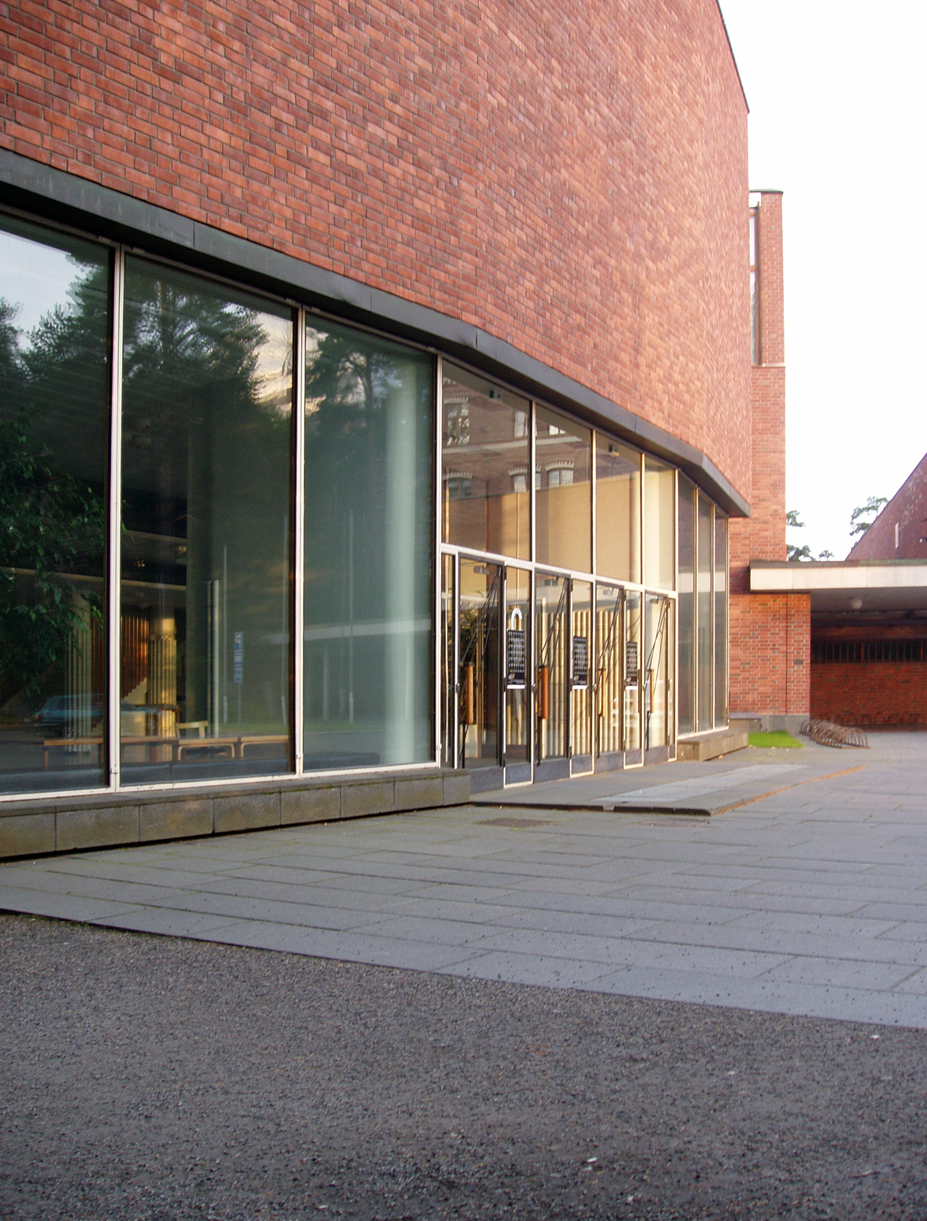
Campus Alvar Aalto, Bâtiment principal (1954-1956).

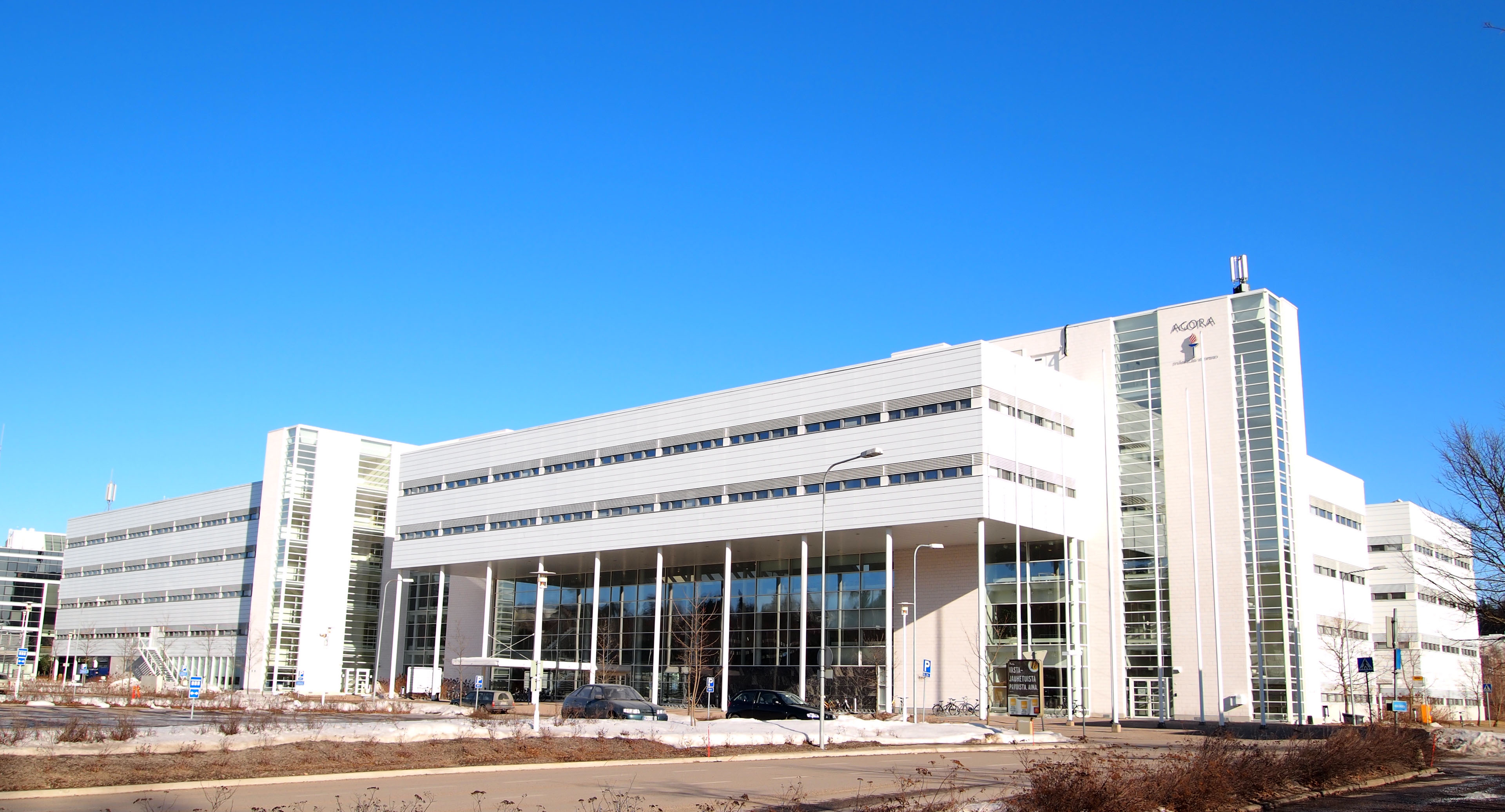
L'Agora.

L'université de Jyväskylä (finnois : Jyväskylän yliopisto) est située à Jyväskylä en Finlande.
Avec environ 15 000 étudiants, elle est la deuxième université de Finlande en nombre d'étudiants diplômés d'un master chaque année.

## Histoire
L'université de Jyväskylä a joué un rôle important dans l'histoire culturelle de la Finlande. Elle est issue du premier Séminaire de formation des maîtres de langue finnoise créé en 1863. Ce séminaire pour enseignants évolua en Institut de l'éducation en 1937 époque à laquelle il reçut l'autorisation de délivrer des doctorats. Dans les années 1960 l'institut commença à enseigner et à faire de la recherche en sciences et en 1967 son nom devint université de Jyväskylä.

## Organisation

### Facultés
L'université se compose de sept facultés :
- Faculté de sciences humaines ;
- Faculté d'informatique ;
- Faculté des sciences de l'éducation ;
- Faculté des sports et des sciences de la santé ;
- Faculté de mathématiques et de sciences ;
- École supérieure de commerce et de finance ;
- Faculté des sciences sociales.

### Autres instituts
Les autres principaux instituts au sein de l'université sont :
- Centre Agora de recherche interdisciplinaire[5] ;
- Consortium de l'université de Université de Kokkola[6] ;
- Centre de management de l'information[7] ;
- Centre de formation continue[8] ;
- Secrétariat d'évaluation des enseignements[9] ;
- Institut pour la recherche en sciences de l'éducation[10] ;
- Institut pour la recherche en sciences de l'environnent[11] ;
- Centre de Langues[12] ;
- Université ouverte[13] ;
- Bibliothèque universitaire[14] ;
- Musée universitaire[15].

## Campus

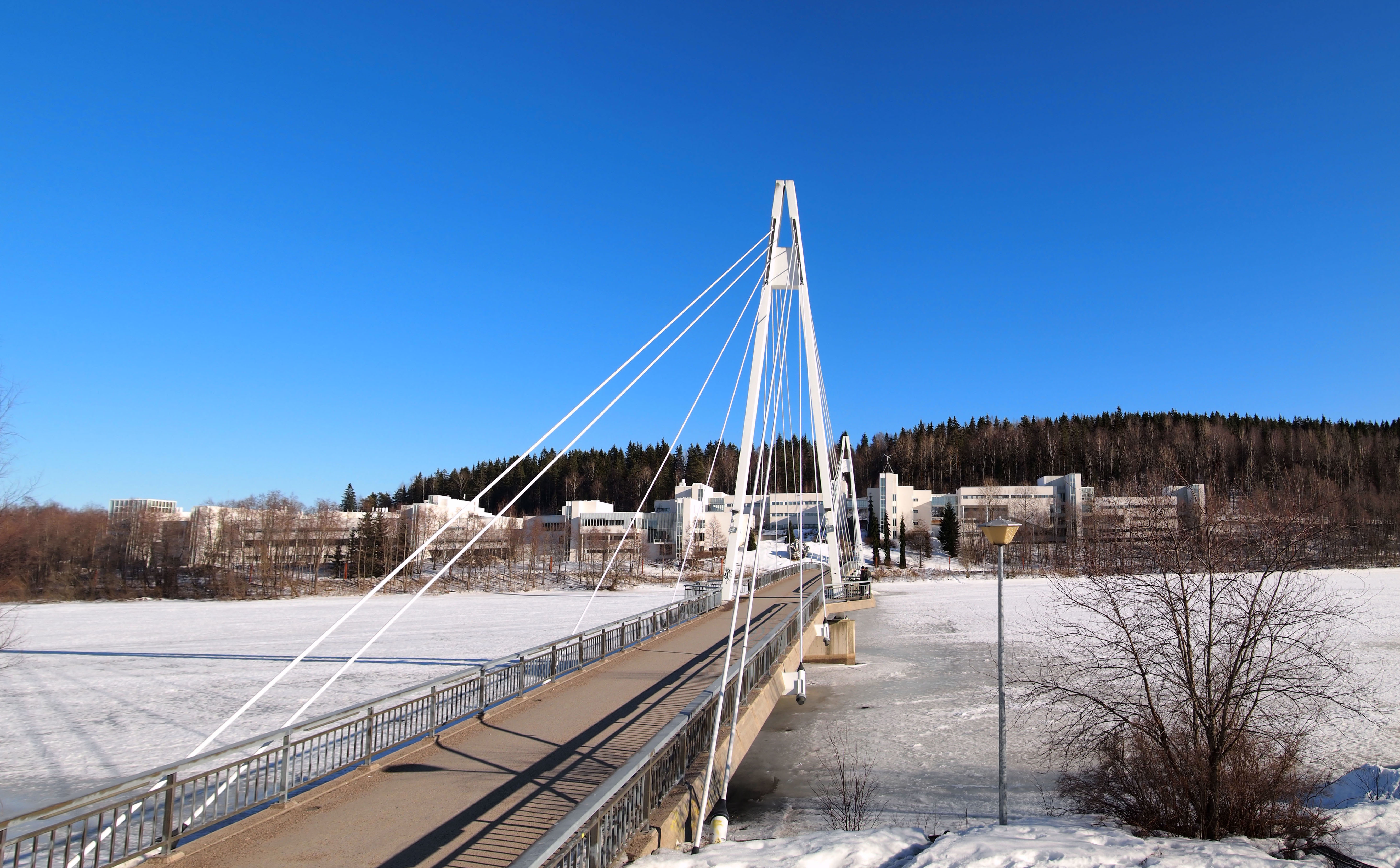
Le pont d'accès entre les campus de Mattilanniemi et de Ylistönrinne.

Les sept facultés sont réparties sur trois campus principaux le campus central qui est le campus historique et les campus Mattilanniemi et Ylistönrinne situés de l'autre côté du Lac Jyväsjärvi à dix minutes à pied du campus principal.
La majeure partie des bâtiments a été conçue par les architectes finlandais Alvar Aalto et Arto Sipinen.

### Bâtiments d'Alvar Aalto
L'institut de formation des maîtres est construit entre 1951 et 1954. La salle de lecture Aalto est bâtie en 1957.

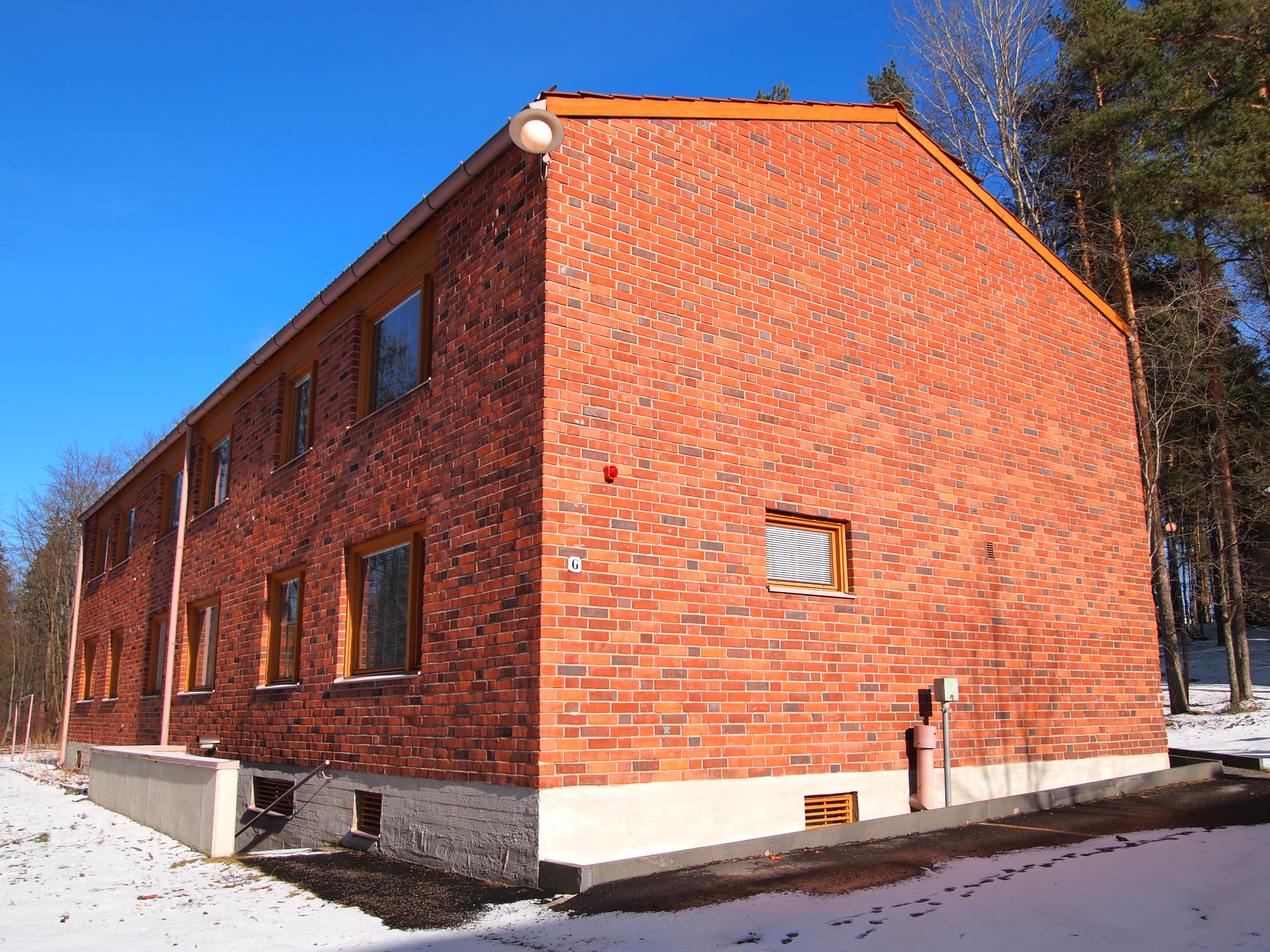
Musée de l'université (G) construit en 1955.
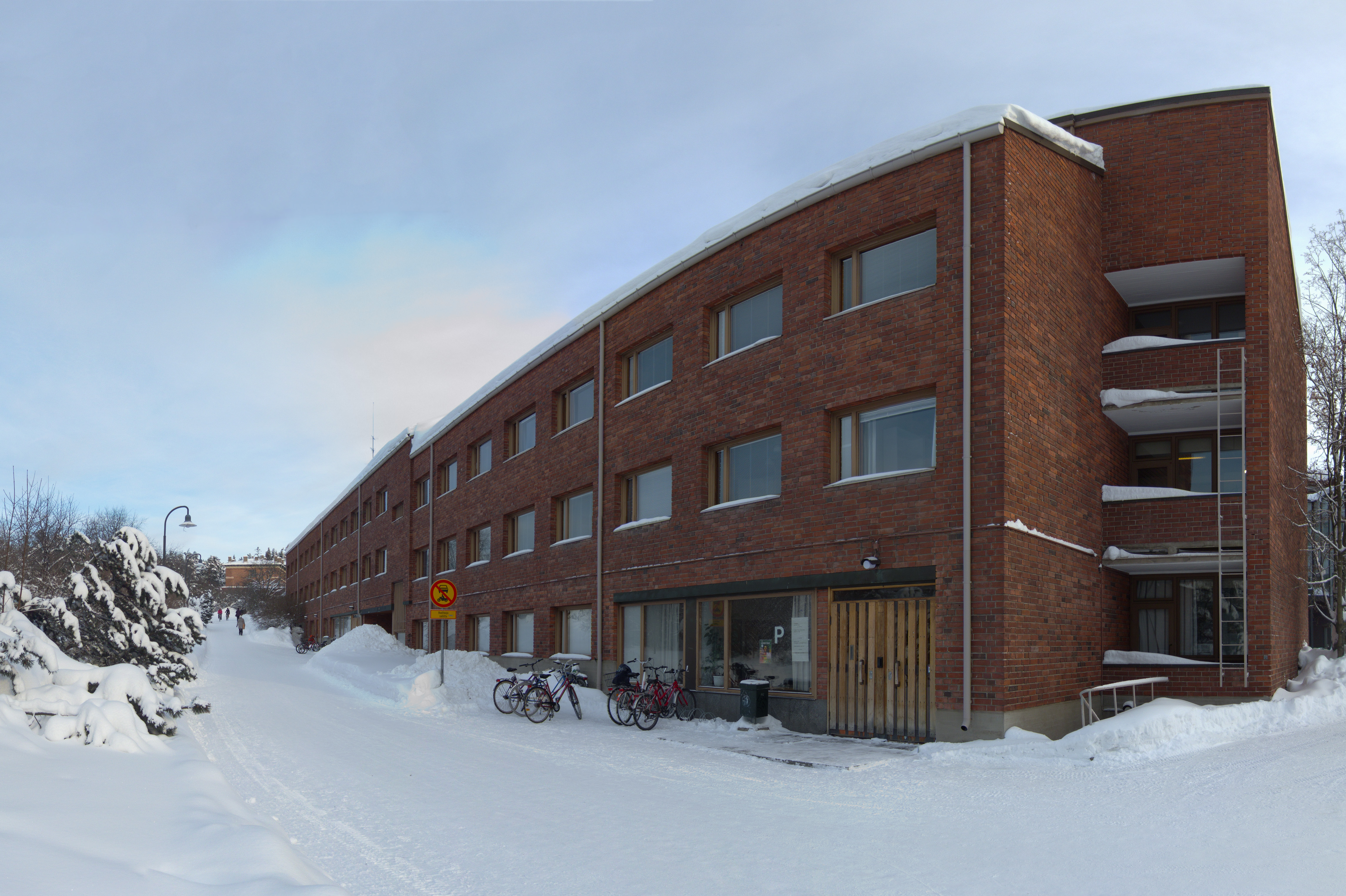
Département d'étude des langues, construit entre 1952 et 1954.
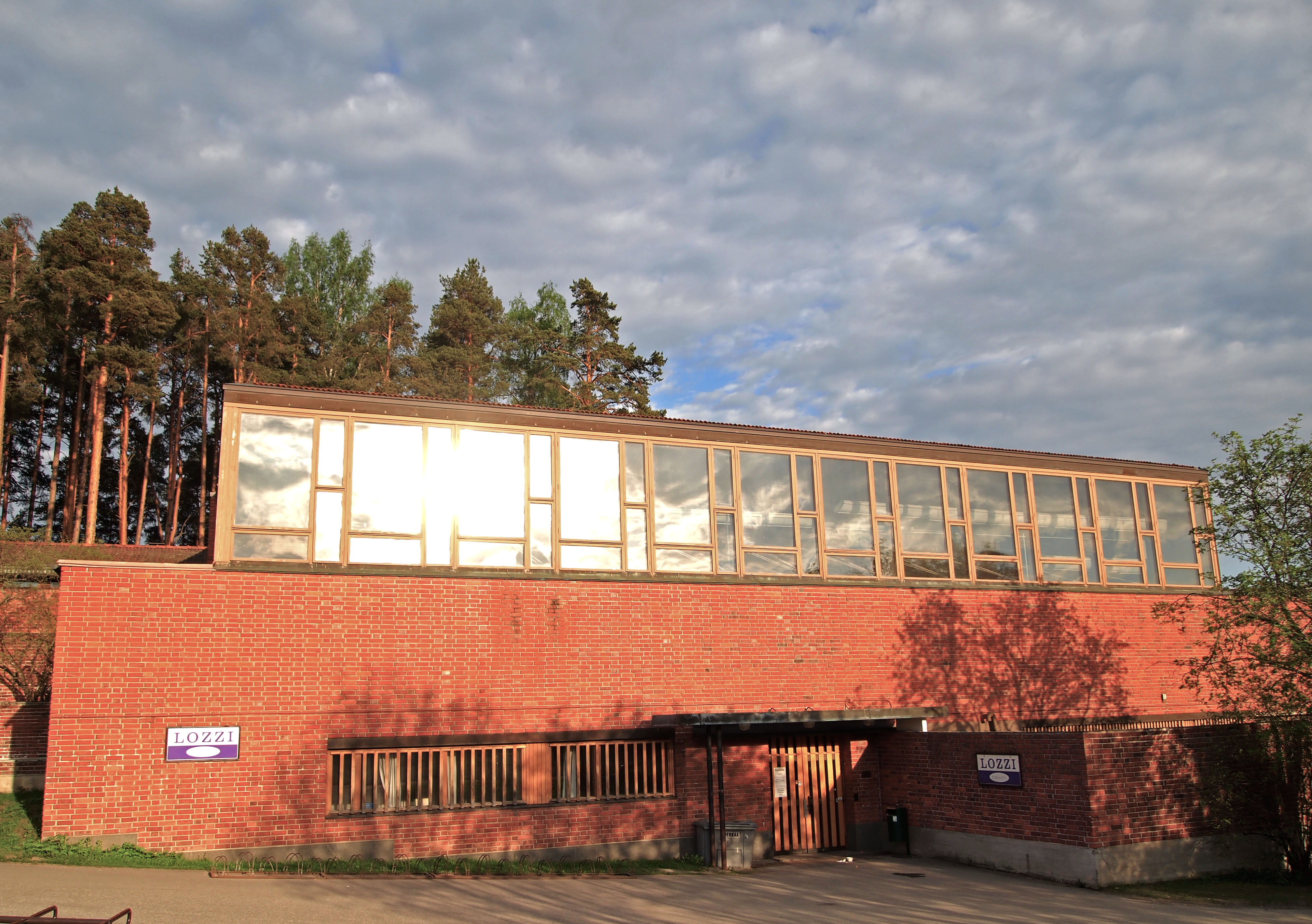
Réfectoires Lozzi et Lyhty, construits entre 1952 et 1953.
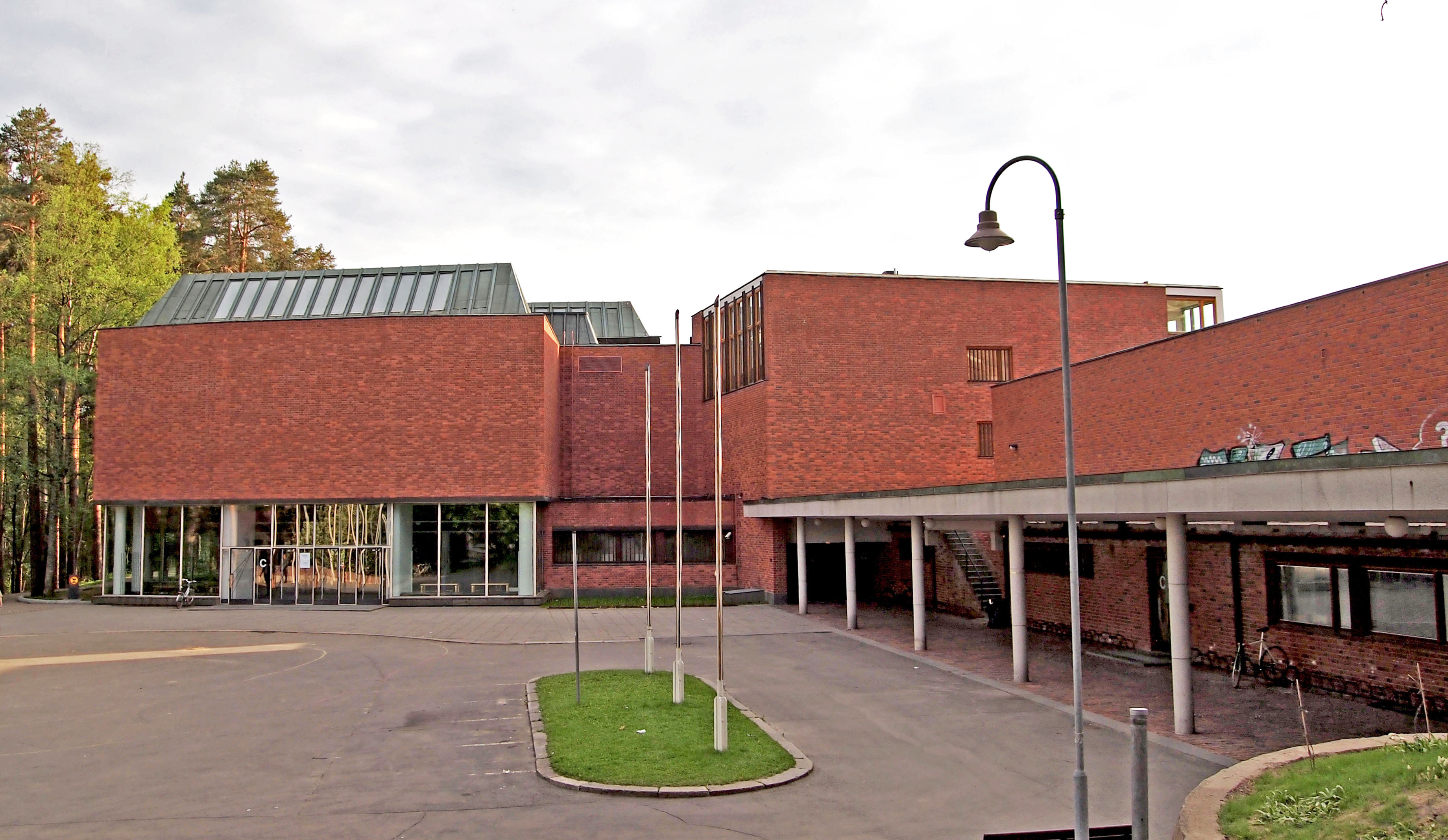
Bâtiment principal (C), construit entre 1954 et 1956.
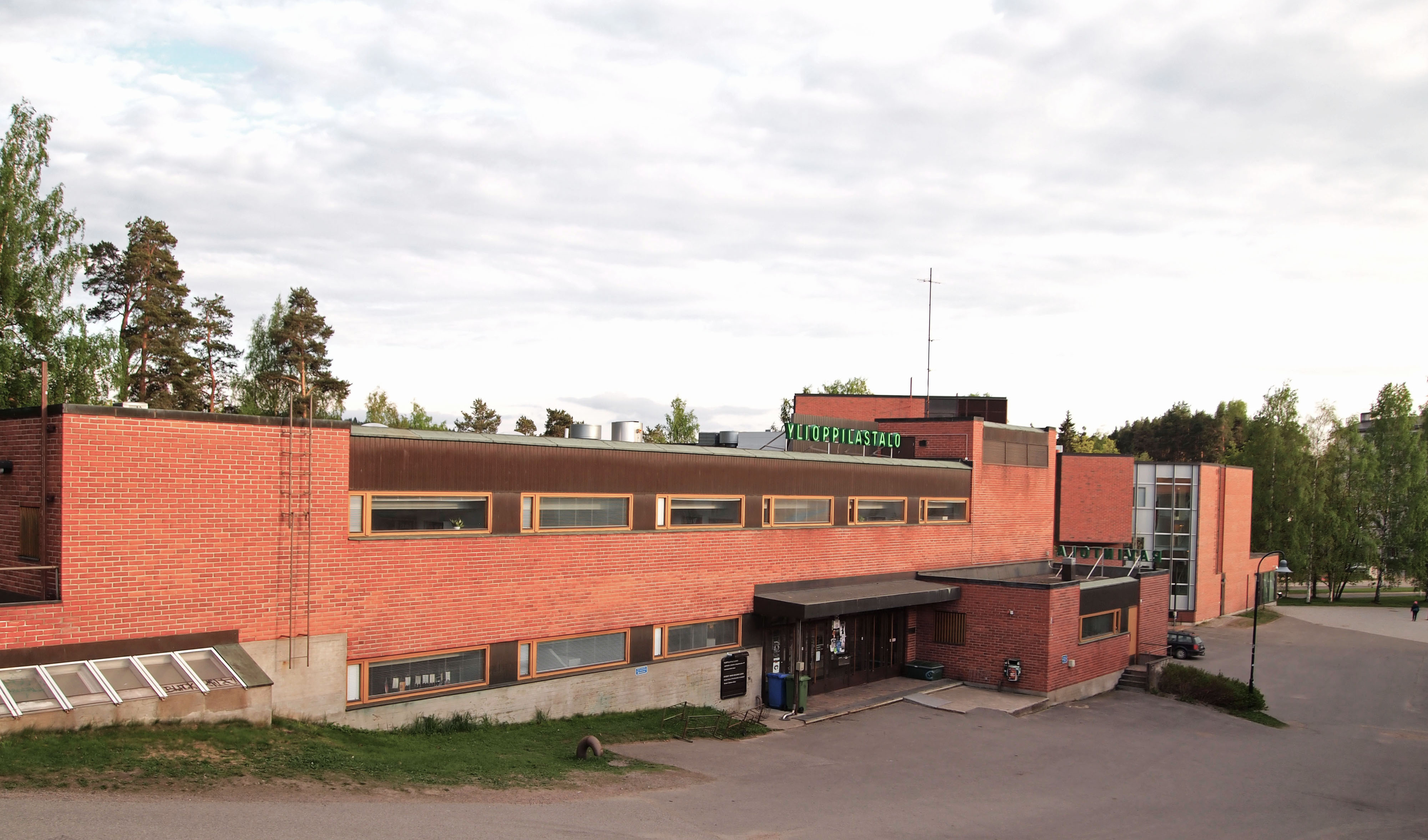
Maison des étudiants, construite en 1964.
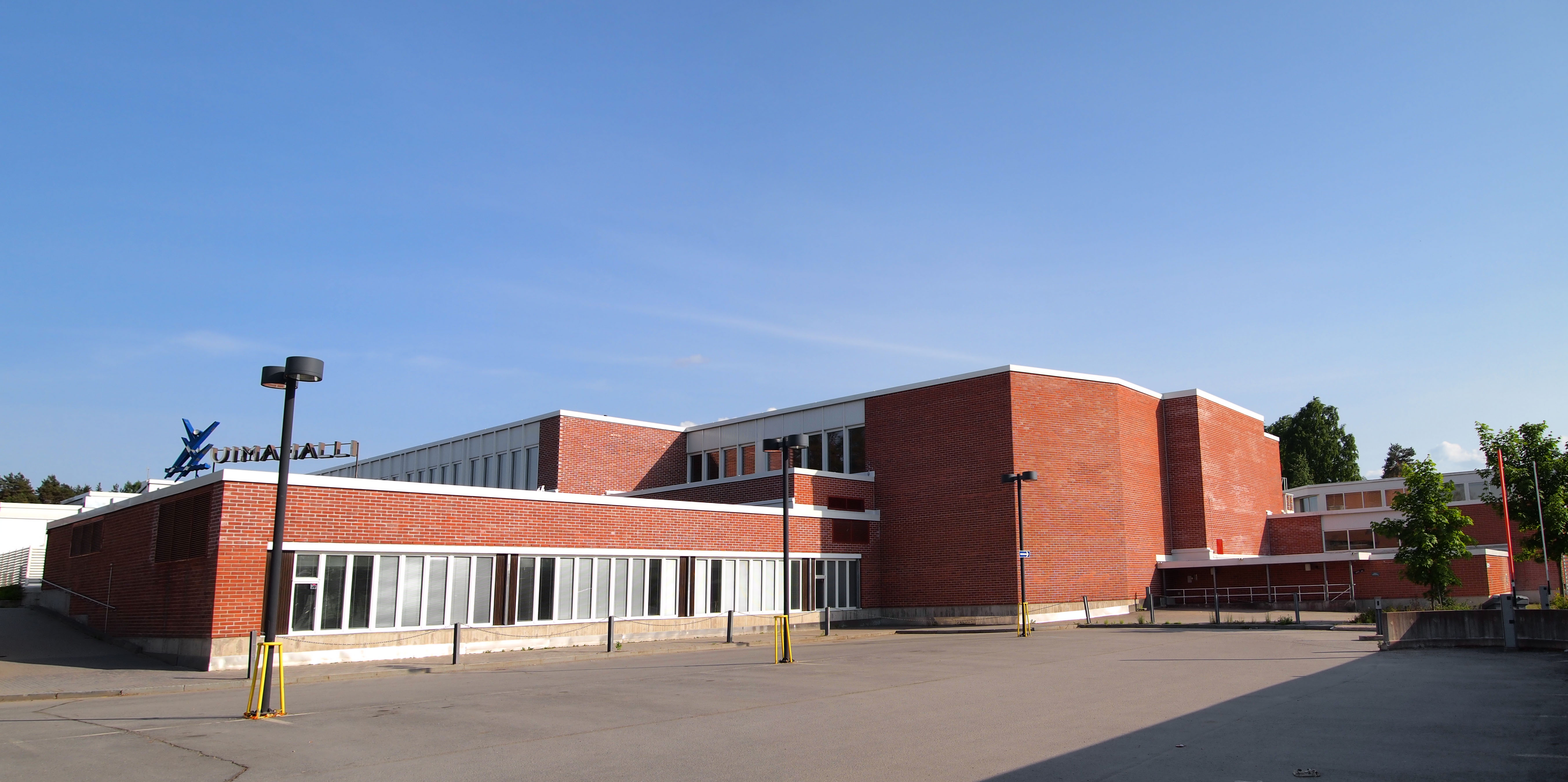
Piscine Aaltoalvari[Note 1], construite entre 1954-1958 et 1964.
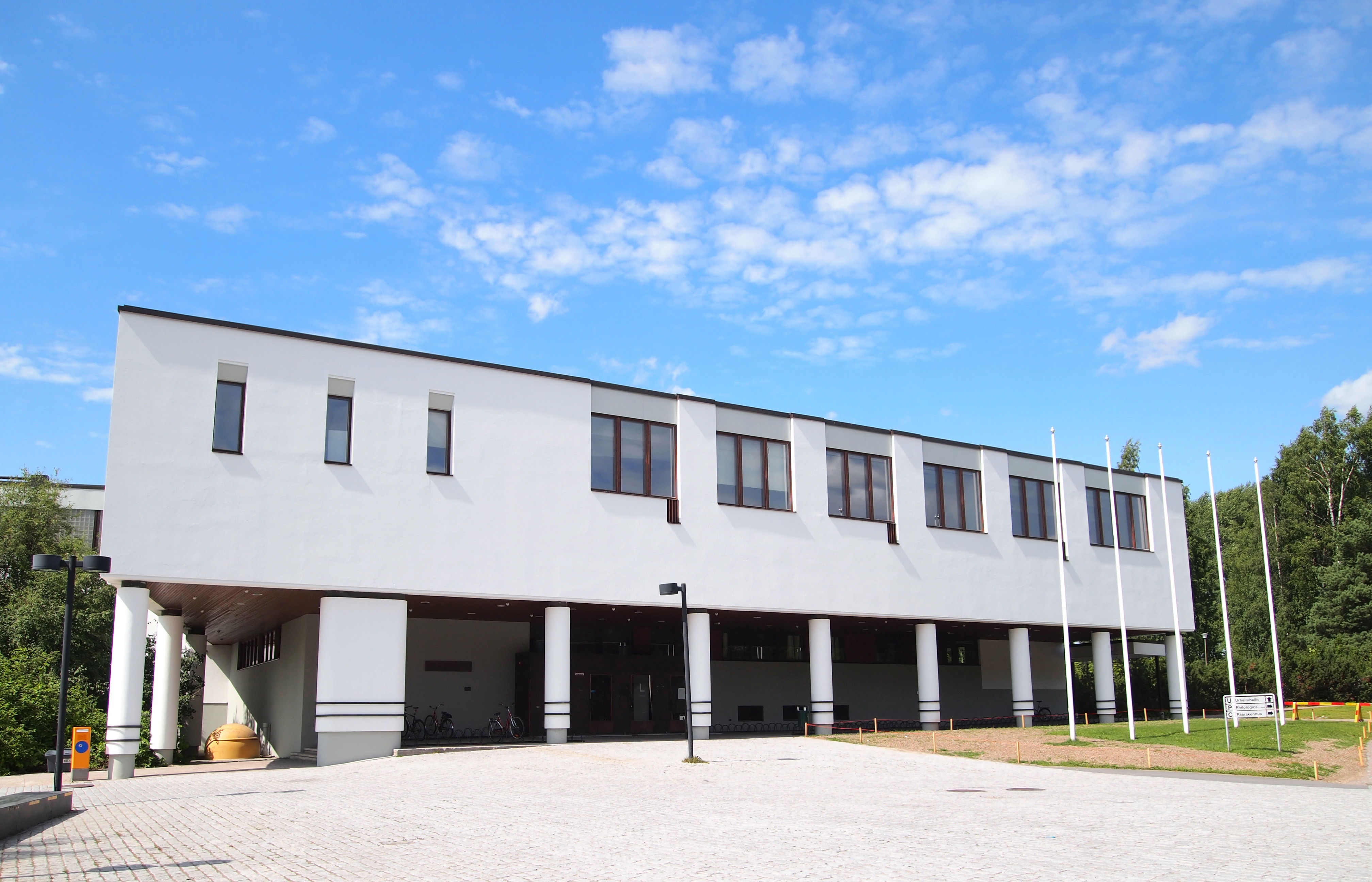
Bâtiment d'éducation physique, construit en 1971.

### Bâtiments d'Arto Sipinen

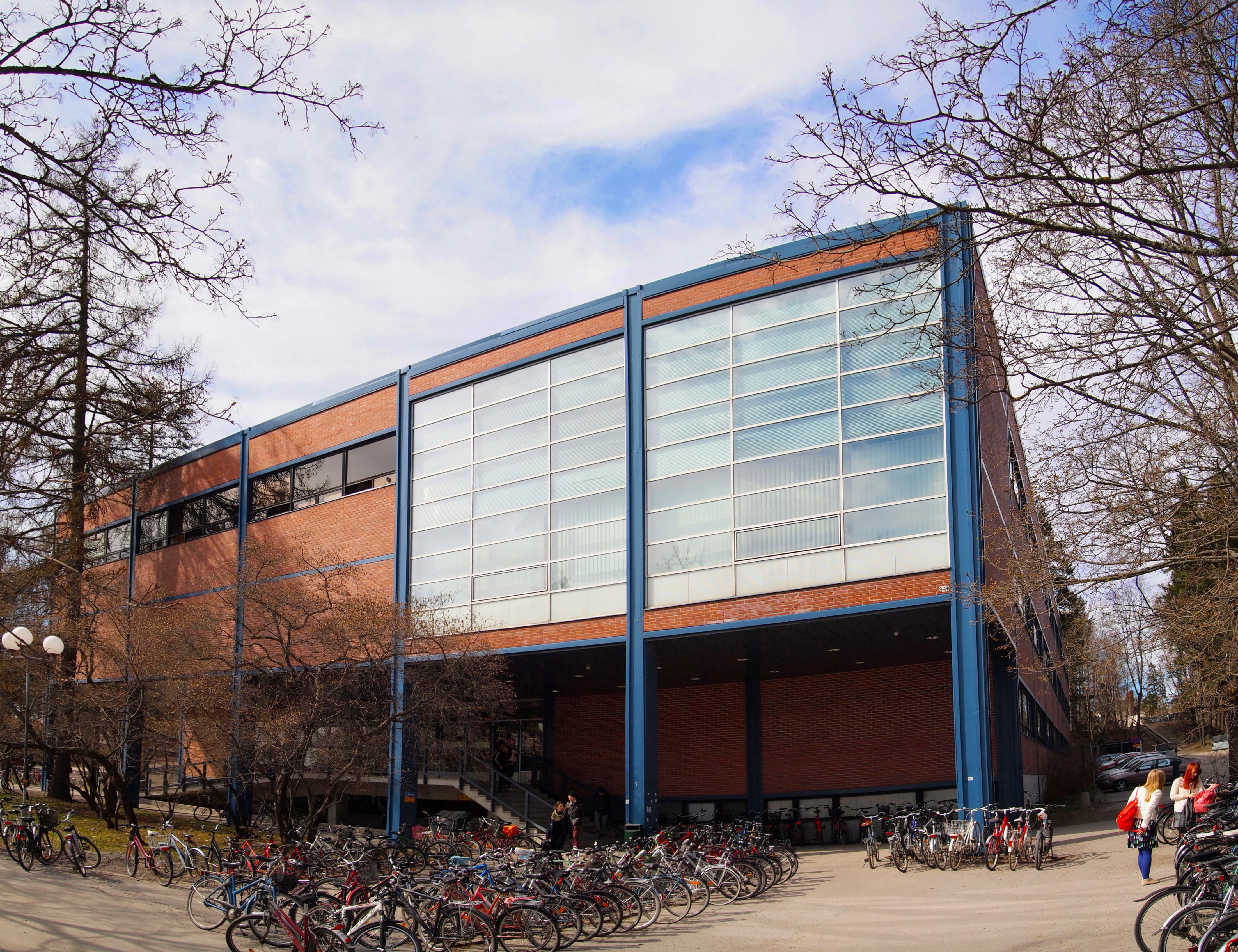
Bibliothèque principale, bâtie en 1974.
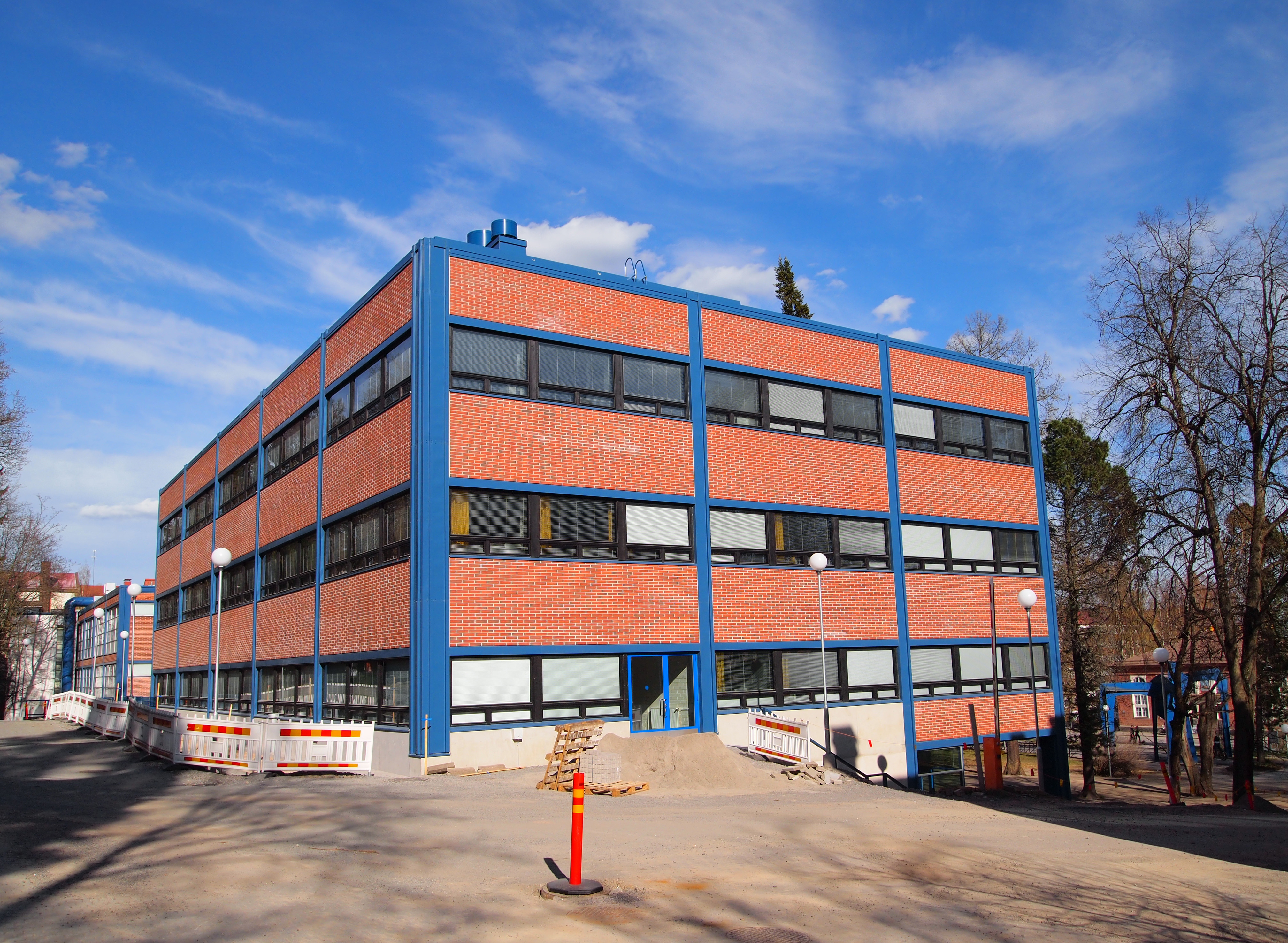
Bâtiment administratif (T), bâti en 1974.
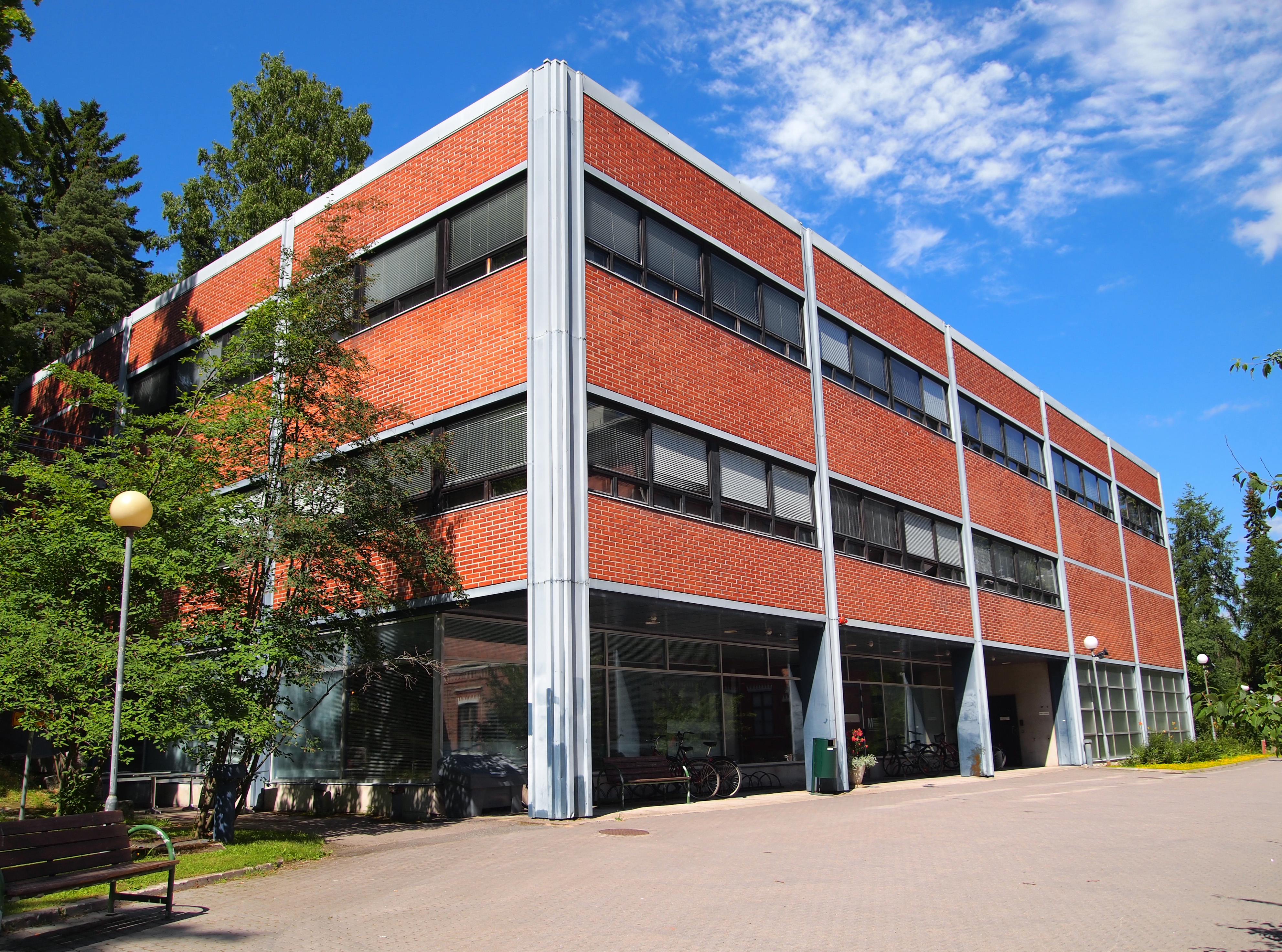
Bâtiment Musica (M), bâti en 1976.
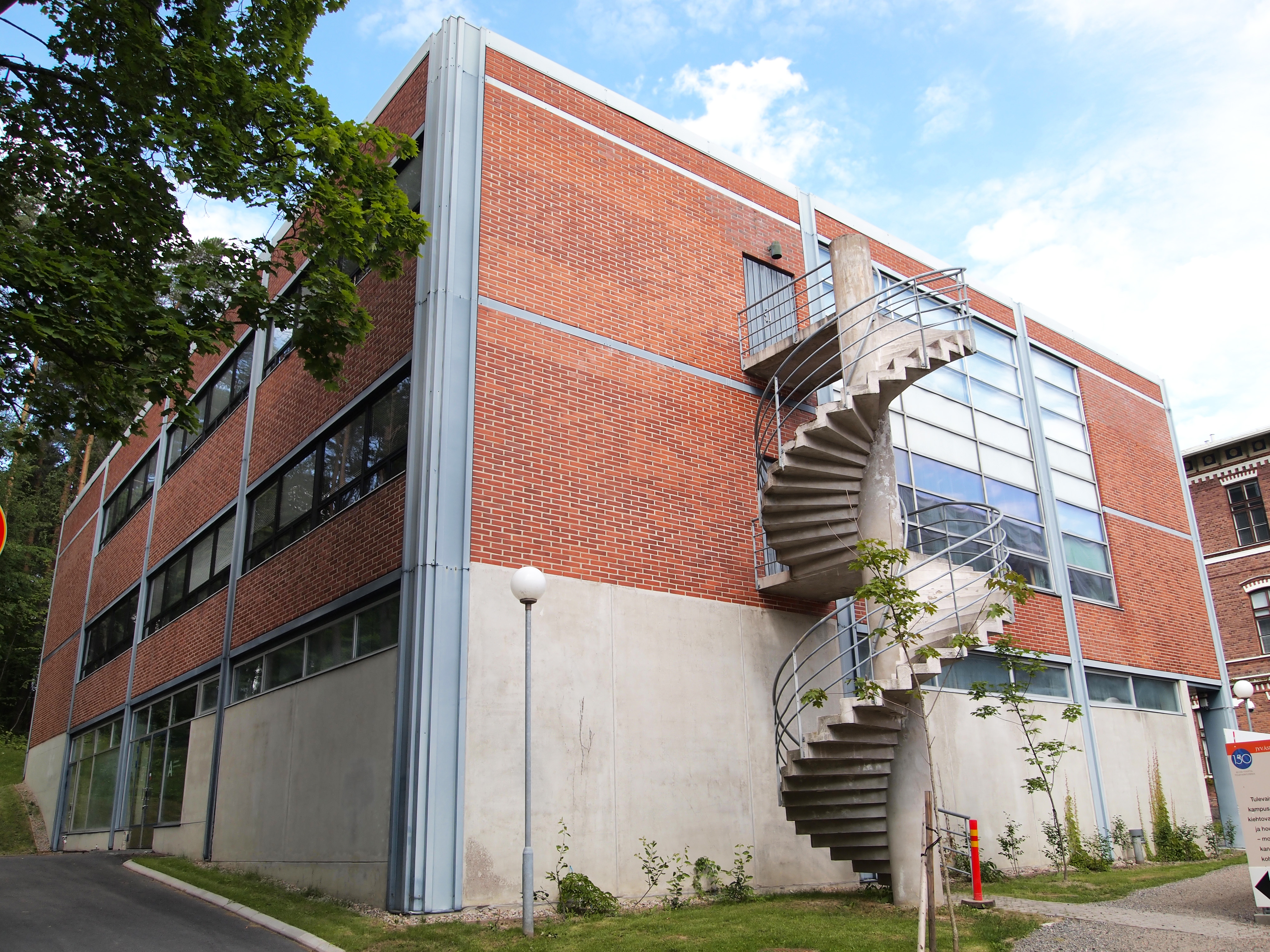
Bâtiment Athenaeum (A), bâti en 1976.
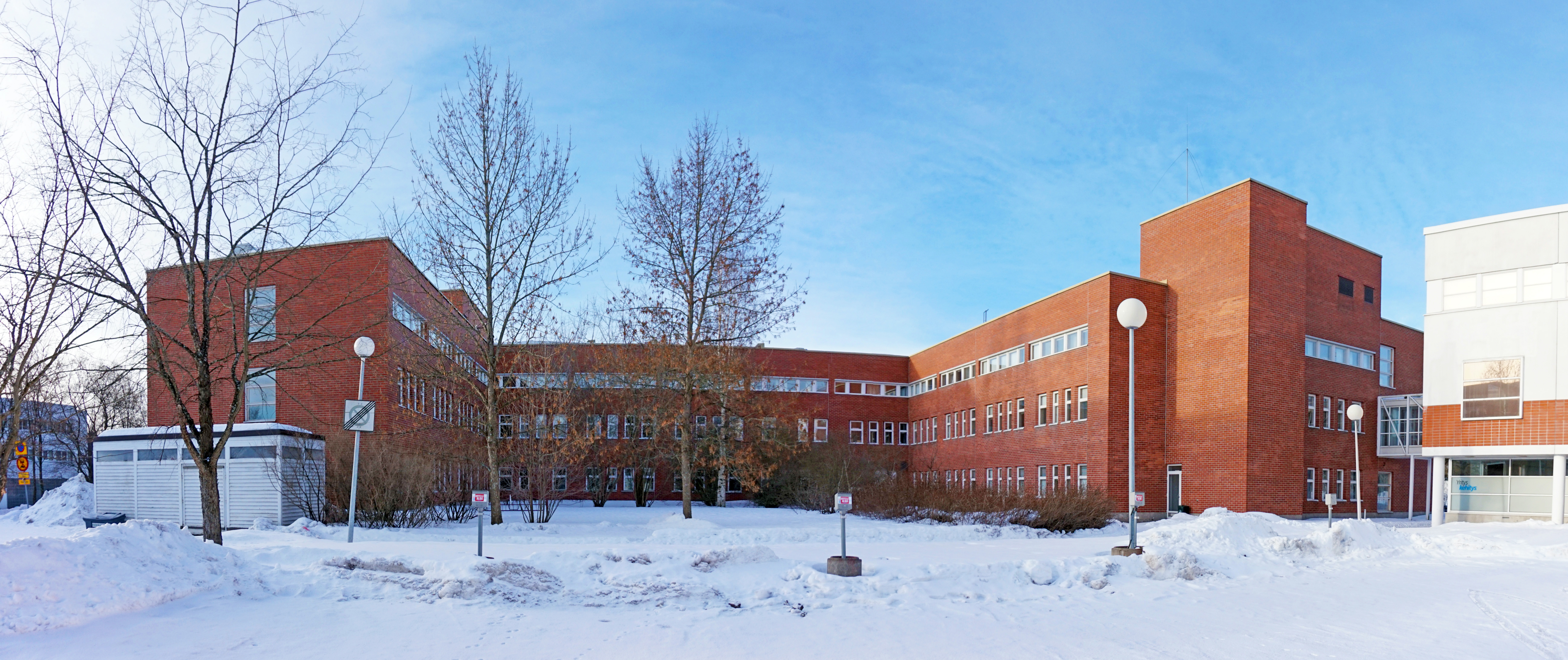
Campus de Mattilanniemi, bâti entre 1984 et 2000.
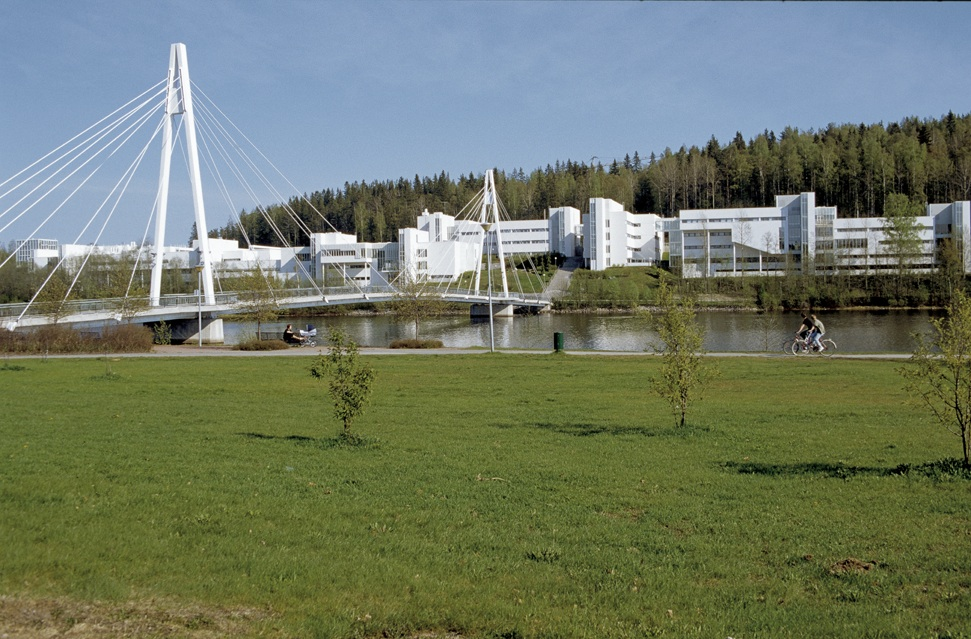
Campus d'Ylistönrinne, bâti entre 1991 et 2004.
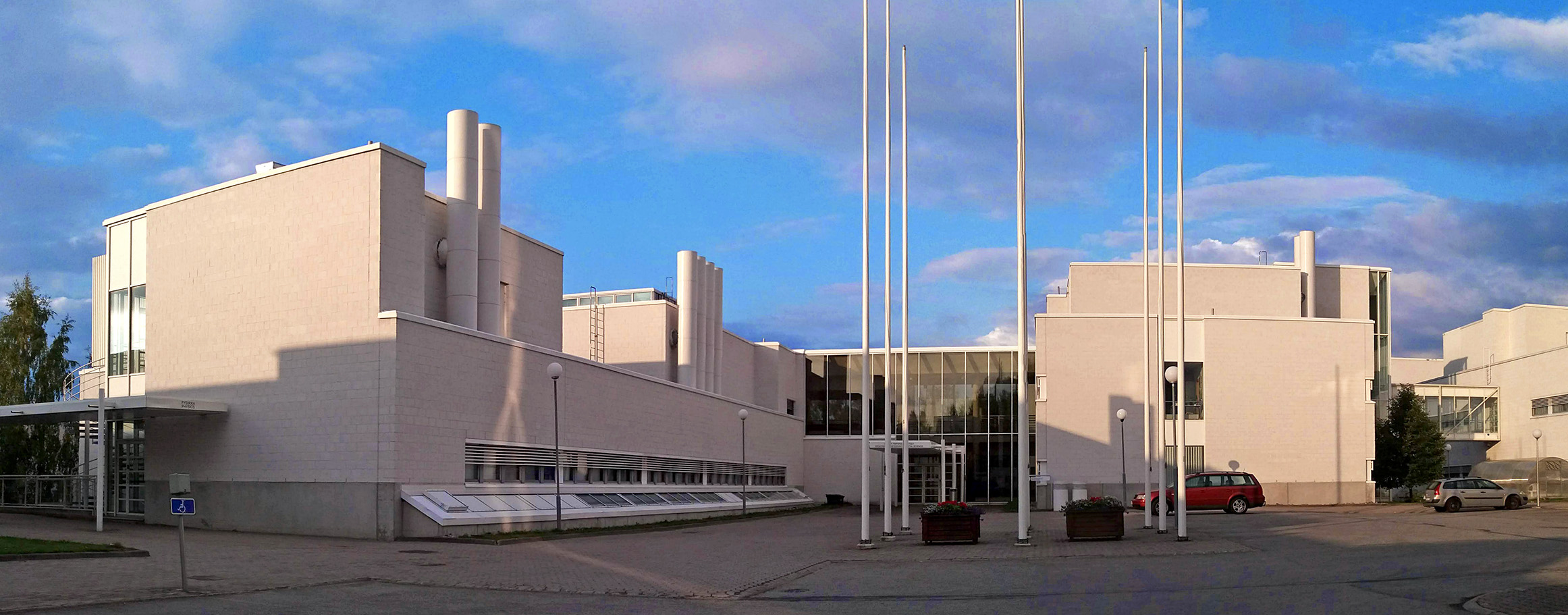
Bâtiment Ambiotica, bâti en 1999.
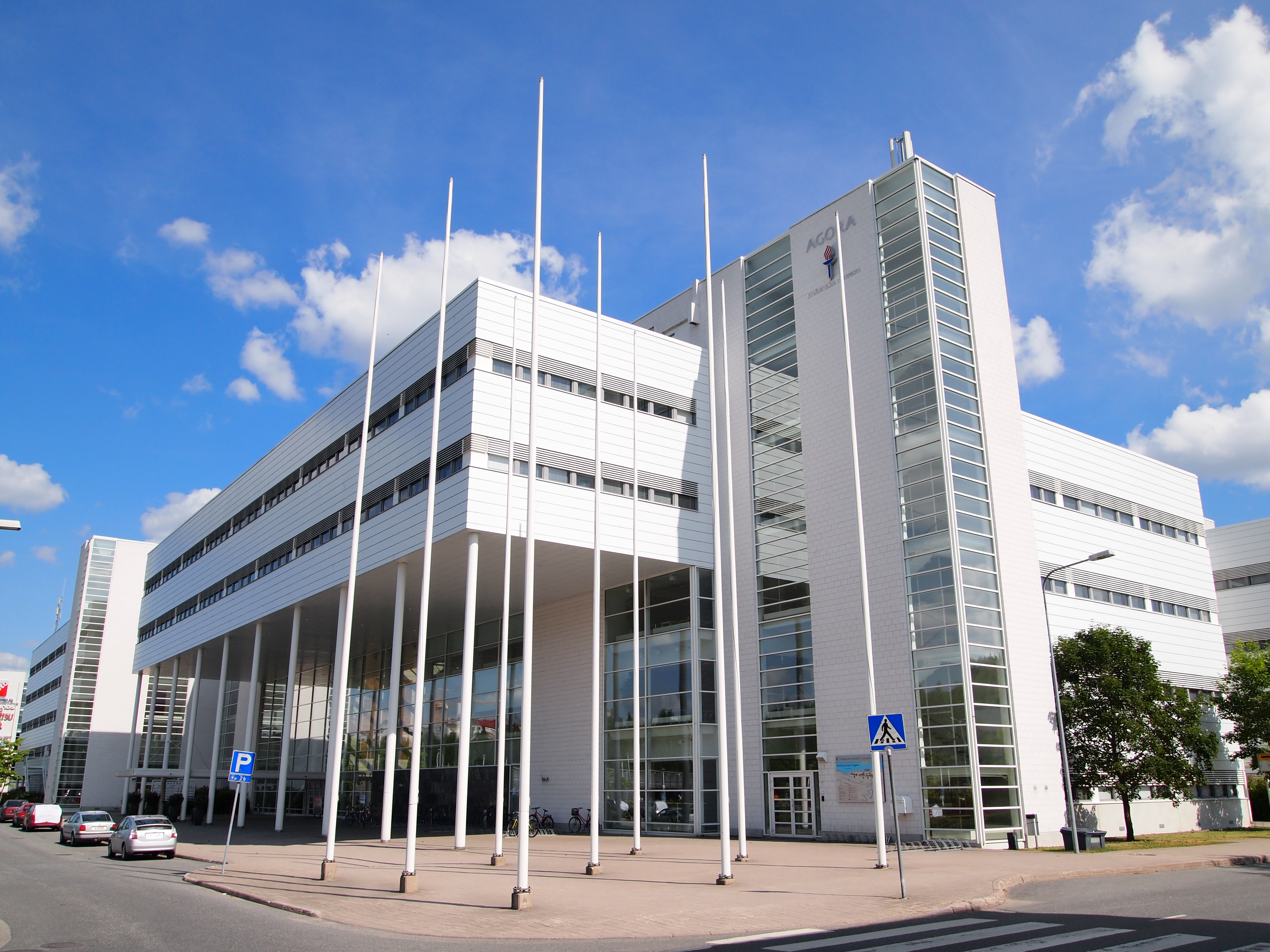
Bâtiment Agora, bâti en l'an 2000.

## Personnalités liées à l'université

### Étudiants
- Bella Forsgrén (née en 1992), femme politique.
- Hanna Kosonen (née en 1976), femme politique.
- Kaisa Miettinen (née en 1965), mathématicienne.
- Sofi Oksanen (née en 1977), écrivaine.
- Osmo Pekonen (né en 1960), mathématicien, historien et écrivain.
- Tuomo Puumala (né en 1982), homme politique finlandais.
- Jutta Urpilainen (née en 1975), femme politique.
- Henna Virkkunen (née en 1972), femme politique.
- Seppo Zetterberg (né en 1945), historien.

- Voir aussi la catégorie :